# Chaulakharka
Chaulakharka – gaun wikas samiti we wschodniej części Nepalu w strefie Sagarmatha w dystrykcie Solukhumbu. Według nepalskiego spisu powszechnego z 2001 roku liczył on 430 gospodarstw domowych i 2064 mieszkańców (1057 kobiet i 1007 mężczyzn).